# میشائیل اورمان
میشائیل اورمان (انگلیسی: Michael Uhrmann؛ زادهٔ ۱۶ سپتامبر ۱۹۷۸) اسکی‌باز پرش اهل آلمان بود.